# Joseph Whitworth
Sir Joseph Whitworth, 1st Baronet (Stockport (Inglaterra), 21 de dezembro de 1803 — Monte Carlo, 22 de janeiro de 1887) foi um engenheiro, empresário, inventor e filantropo inglês.
Em 1841 elaborou o sistema padronizado britânico Whitworth, que criou um padrão aceitável para roscas. Whitworth criou o rifle Whitworth, frequentemente denominado "bom atirador" devido à sua precisão de tiro, considerado um dos precursores do fuzil de precisão.
Após sua morte em 1887, legou grande parte de sua fortuna ao povo de Manchester, sendo a Galeria de Artes Whitworth e o Hospital Christie parcialmente fundados por seu patrocínio. A Whitworth Street e o Whitworth Hall em Manchester são denominados em sua homenagem.

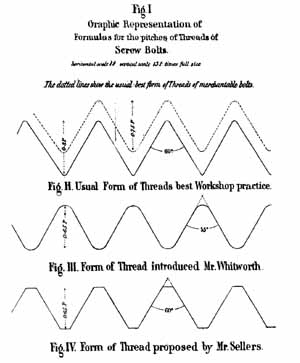
Representação gráfica das fórmulas do passo de rosca de parafusos